# Fazedor de reis
Um fazedor de reis ou kingmaker é uma pessoa ou grupo que tem grande influência em uma sucessão real ou política, sem que seja um candidato viável. Os fazedores de reis podem usar meios políticos, monetários, religiosos e militares para influenciar a sucessão. Originalmente, o termo se aplicava às atividades de Richard Neville, 16º Conde de Warwick - "Warwick, o Criador de Reis" - durante a Guerra das Rosas (1455–1487) na Inglaterra.

## Exemplos
- O profeta Samuel of the bíblia hebraica, na transição do período dos juízes bíblicos para a intituição do Reino de Israel sob Saul, e novamente na transição de Saul para Davi
- Kautilya no Império Máuria
- A Guarda Pretoriana no Império Romano
- Yeon Gaesomun no Koguryo
- Tonyukuk no Segundo Khaganato Turco
- Irmãos Sayyid no Império Mugal
- Vidyaranya no Império Vijayanagara
- Ricímero no final do Império Romano do Ocidente - Mestre dos soldados que nomeou uma série de imperadores fantoches
- Nogai, Mamai, e Edigu na Horda Dourada
- Janízaros no Império Otomano
- Godwin, Conde de Wessex no final da Inglaterra anglo-saxã
- Barão Carl Otto Mörner na Casa de Bernadotte (Rei da Suécia)
- Henrique de Blois, bispo de Winchester durante A Anarquia
- Richard Neville, 16º Conde de Warwick - par mais rico da Inglaterra durante a Guerra das Rosas, que derrubou o Rei Henrique VI e o restaurou sobre seu sucessor, o Rei Eduardo IV
- Wiremu Tamihana no Reino Māori
- Hato Hasbún em El Salvador
- Mohandas Karamchand Gandhi - um líder político e ideológico proeminente da Índia durante o movimento de independência da Índia, sob cuja influência estavam todos os principais líderes políticos da luta pela liberdade indiana, incluindo Pandit Jawaharlal Nehru e Sardar Vallabhai Patel
- James Farley – orquestrou as eleições para governador e presidencial de Franklin D. Roosevelt (1928–1940)[2]
- K. Kamaraj – fundamental para tornar Lal Bahadur Shastri e Indira Gandhi como primeiros-ministros da Índia em 1964 e 1966, respectivamente[3]
- Ayya G. K Moopanar – O 'fazedor de reis' que ganhou destaque no cenário nacional indiano durante os dias pós-emergência da primeira-ministra Indira Gandhi. Ele era o secretário-geral encarregado do Comitê de Trabalho do Congresso, um órgão de alto comando do governo do Congresso. Moopanar, que decidiu o destino dos ministros-chefes do Congresso no estado da Índia, foi mais do que qualquer outro responsável pela elevação de Rajiv Gandhi ao primeiro ministro após o assassinato de sua mãe, a primeira-ministra Indra Gandhi. Ele foi o secretário-geral do Congresso Nacional da Índia por mais tempo (1980 - 1988) e serviu com a primeira-ministra Indra Gandhi, Sanjay Gandhi e o primeiro-ministro Rajiv Gandhi.
- Dick Morris – orquestrou as eleições para governador e presidencial de Bill Clinton, além de encorajar suas políticas da Terceira Via.[4]
- Girija Prasad Koirala – descrito como um fazedor de reis no Nepal com a eleição de Madhav Kumar Nepal[5]
- Fred Malek – descrito como o fazedor de reis do Partido Republicano nos Estados Unidos[6]
- David Axelrod – ex-repórter do Chicago Tribune descrito pelo U.S. News and World Report como um "repórter que se tornou um fazedor de reis" em relação à campanha presidencial de Barack Obama em 2008.[7]
- Bakili Muluzi – descrito como um fazedor de reis no Malawi[8]
- Muhammad Ali Jinnah – um político influente que se tornou um líder ideológico da Liga Muçulmana e o primeiro governador-geral do Paquistão; amplamente considerado o fundador do Paquistão.
- Stefan Cardeal Wyszyński – Primaz da Polônia que foi altamente instrumental na eleição papal de 1978 de Karol Wojtyła, arcebispo de Cracóvia, como Papa João Paulo II
- Abdul Rashid Dostum no Afeganistão - Marechal do Exército afegão, líder da comunidade uzbeque afegã e fundador da Junbish-e Milli, conhecido por apoiar frequentemente as facções e partidos políticos vencedores das guerras e eleições no Afeganistão.[9]
- Rupert Murdoch – um magnata da mídia que é proprietário da News Corp e da Fox Corporation que tem apoiado consistentemente todos os primeiros-ministros vencedores do Reino Unido desde as eleições gerais de 1979.
- Nick Clegg – descrito como um fazedor de reis nas eleições gerais britânicas de 2010 como o líder dos liberais democratas após um parlamento travado[10]
- Richard J. Daley como prefeito de Chicago e presidente do Partido Democrata do Condado de Cook foi a figura principal do Partido Democrata de Illinois. Como tal, ele controlou um grande bloco de delegados nas Convenções Nacionais Democratas e forneceu apoio crucial aos indicados presidenciais do Partido Democrata, incluindo Adlai Stevenson, John F. Kennedy, Lyndon Johnson e Hubert Humphrey.[11]
- Jarosław Kaczyński, o fazedor de reis da Polônia, de acordo com o The Financial Times em fevereiro de 2016.
- O Partido Unionista Democrático e sua líder Arlene Foster passaram a ser considerados um fazedor de reis depois que as eleições gerais de junho de 2017 resultaram em um parlamento suspenso na Assembleia da Irlanda do Norte.[12]
- Winston Peters e seu partido Nova Zelândia Primeiro, o fazedor de reis da Nova Zelândia após as eleições de 1996 e 2017.[13]
- Avigdor Lieberman e seu partido Yisrael Beiteinu nas eleições legislativas de Israel em setembro de 2019.
- Devlet Bahçeli e seu partido, o Partido de Ação Nacionalista, o fazedor de reis da Turquia, de acordo com o The Financial Times.[14]
- Os partidos albaneses seriam os fazedores de reis da Macedônia do Norte.[15][16]
- Curdos no Oriente Médio.[17]
- Turquia, o fazedor de reis da Líbia.[18]

## Na teoria dos jogos
Na teoria dos jogos, um fazedor de reis é um jogador que não possui recursos ou posição suficientes para vencer em um determinado jogo, mas possui recursos restantes suficientes para decidir qual dos jogadores viáveis restantes eventualmente ganhará.

## Uso contemporâneo
O termo "fazedor de reis", embora sempre não oficial, tende a ganhar mais importância em locais de luta pelo poder - por exemplo, política, organizações esportivas etc. Consequentemente, a concessão de tal título é vista significativamente e mais frequentemente como um meio de gratificação indireta para indivíduos que desejam silenciosamente ditar os assuntos da organização. O termo também é ocasionalmente usado em um sentido pejorativo durante as eleições, onde um pequeno número de candidatos políticos independentes que detêm uma influência considerável no "banco de votos" podem provavelmente decidir o curso de um resultado.
Além de se referir a um indivíduo, o termo também pode ser aplicado a instituições ou grupos de reflexão cujas opiniões são tidas em grande consideração pela organização interessada. A influência das ordens religiosas como a Igreja Católica Romana na gestão dos assuntos do estado durante a época medieval (por meio do rei) é um exemplo bem conhecido. Reinos e impérios no subcontinente indiano muitas vezes dependiam de suas cabeças religiosas. Além das ordens religiosas, até mesmo países podem se enquadrar nessa terminologia quando podem ditar os assuntos do outro país (direta ou indiretamente). Nos atuais cenários políticos em todo o mundo, o termo pode expandir seu escopo para incluir poderosos grupos de lobby, cujo papel é frequentemente visto como um fator definidor em questões importantes.
Cidadãos de monarquias subnacionais da África Ocidental costumam usar a palavra fazedor de reis para se referir aos membros dos colégios eleitorais que escolhem seus soberanos porque eles também costumam oficiar durante os rituais de coroação e ritos de purificação, a palavra neste caso particular assumindo um sentido literal ou seja, um fazedor do rei.
O termo "fazedor de reis" também é usado para descrever situações em jogos multijogador em que um jogador não consegue vencer ou conquistou uma vantagem inatacável, mas, em ambos os casos, desempenha um papel importante na determinação do resultado para outros jogadores.

## Na ficção
- O personagem Leon Fortunato da série de romances Left Behind é frequentemente descrito como um fazedor de reis.
- Marcus Jefferson Wall, o antagonista de grande parte da série Matador de Steve Perry é chamado de Kingmaker, e controla o presidente da Federação Galáctica
- O personagem Mayvar Kingmaker da série de romances Saga of the Exiles testa a habilidade dos aspirantes antes que eles possam ser proclamados rei de Tanu.
- Sor Criston Cole, um personagem da série A Song of Ice and Fire de George R. R. Martin, é comumente referido como "o fazedor de reis".
- Minato Yoko, uma personagem de Kamen Rider Gaim, se considera uma fazedora de reis, querendo ver quem tem o que é preciso para pegar o Fruto Proibido, um fruto de grande poder que pode essencialmente fazer de uma pessoa um rei. Da mesma forma, outro personagem, Mitsuzane Kureshima, também tem características de um fazedor de reis, andando por aí e manipulando os eventos para colocar o governante em seu favor.
- Harry Leong, o bilionário ultra-rico e reservado dos Crazy Rich Asians, é revelado como um dos criadores de reis do governo de Singapura.
- Um dos vilões da série de TV da NBC, The Blacklist, era conhecido como The Kingmaker.
- Uhtred de Bebbanburg, de As Crônicas Saxônicas de Bernard Cornwell e a Adaptação da Netflix The Last Kingdom, foi considerado um fazedor de reis durante a sucessão do Rei Edward de Wessex após a morte de Alfred, o Grande.